# Bous a la Mar

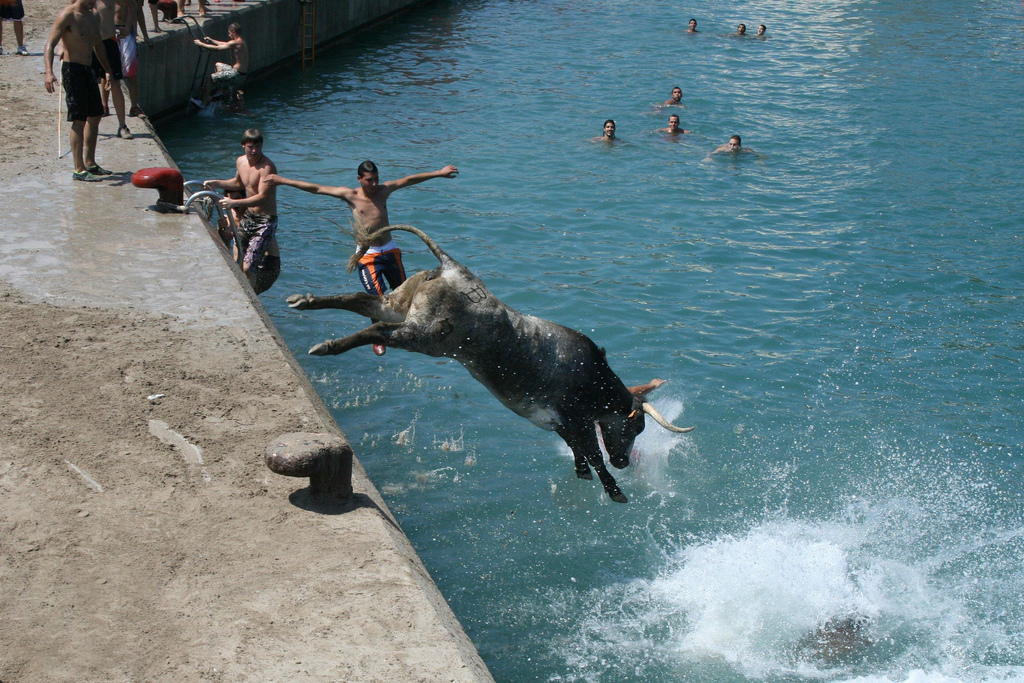
Bous a la Mar.

Bous a la Mar (Deutsch: „Stiere ins Meer“) ist ein Ereignis, das jedes Jahr im Rahmen des Volksfestes „Santísima Sangre“ in der Stadt Dénia in Spanien (Provinz Alicante) stattfindet.
„Bous a la mar“ gibt es seit 1926 und wurde als Jux in den Rahmen der Patronatsfeste eingebaut.

## Ablauf
Die jungen Stiere werden einzeln über die Allee Marqués de Campo in eine rechteckige Stierkampfarena getrieben, die eigens für dieses Ereignis am Hafenkai aufgebaut wird. Eine Seite der Arena grenzt jedoch nicht an die Zuschauertribüne. Sie ist offen zum Mittelmeer.
Während Hobby-Toreros in Badeshorts in der Stierkampfarena versuchen, die Tiere in Richtung Hafenbecken zu treiben, und häufig selbst ins Wasser fallen, sitzen zahlreiche Zuschauer auf der Tribüne und schauen zu. Hält ein Tier eine gewisse Zeit lang durch, wird es begnadigt.

## Kritik
Tierschützer protestieren Jahr für Jahr gegen das Spektakel. Eigentlich werden die Tiere in der Arena nicht verletzt. Doch durch die Aufregung und die Hitze erleiden manche Tiere einen Herzinfarkt. Außerdem werden sie vor ihrem Eintritt in die Arena mit Stromschlägen gereizt.